# غار تاغلار
غار تاغلار (ارمنی: Թաղլարի քարայր؛ ترکی آذربایجانی: Tağlar mağarası) یک غار و اردوگاه در نزدیکی روستای متس تاغلار در جمهوری آرتساخ می‌باشد، که در دوران پارینه‌سنگی سکونتگاه انسانان فرهنگ موستری پیشاتاریخی بوده‌است.

## تاریخچه
غار در نتیجه کاوش‌های باستان شناختی آکادمی ملی علوم آذربایچان شوروی تحت سرپرستی محمدعلی حسینوف در سال ۱۹۶۰ کشف شد. کل کاهش‌های باستان‌شناسی‌ای که در این غار انجام شده‌است، را می‌توان به دو دسته تقسیم کرد.
- ۱۹۶۳ تا ۱۹۶۷، ۱۹۷۳: بر آثار تحقیقات متعدد، برخی از لایه‌های باستان‌شناسی در عمق ۹ متر یافت شدند.[۲]
- ۱۹۷۲ الی ۱۹۸۲، ۱۹۸۶: انجام پژوهش‌های بغرنج‌تری.

واحد حاجی‌اف و محمدعلی حسینوف بودند، که در نتیجه یافته‌های کاوش‌های سال‌های ۱۹۶۳–۱۹۶۴، برای اولین با اطلاعات مربوط به چینه‌شناسی غار را ارئه دادند. در سال ۱۹۷۳، «ر. سلطان‌اوا»، دیگر باستان‌شناس معروف آذربایجانی، مقاله‌ای راجع به ویژگی‌های زمین‌شناسی غار به نگارش درآورد.
بین سال‌های ۱۹۷۶ تا ۱۹۸۲، پاکسازی‌هایی در قسمت‌های موجود غار انجام گرفت تا تحقیقاتی روی چینه‌شناسی، صخره‌شناسی رسوبات و چگونگی پیدایش بقایای فرهنگی به جا آورده شود. بقایای استخوان جانوران که، از سال اول شروع کاوش‌ها در غار یافت شده بودند، در سال‌های ۱۹۷۷–۷۸ به دفت طبقه‌بندی شدند.
در چارچوب برنامه بین‌المللی «INTAS-2000»، پژوهش‌گران اروپایی از جمله پروفسور «هنری دو لوملی» در ماه‌های سپتامبر و اکتبر سال ۲۰۰۲، تحقیقات علمی روی یافته‌های مرتبط با باستان‌شناسی، دیرینه‌شناسی و دیرین‌مردم‌شناسی که از تاغلار و سایر غارهای متعلق به دوران پارینه‌سنگی در آذربایجان به دست آمده بودند، انجام دادند.
یافته‌های باستانی مادی و فرهنگی از غار تغلار در سال ۱۹۸۱، در «موزه انسان» در پاریس به معرض نمایش گذاشته شد.

## یافته‌ها
از سال ۱۹۶۳، کاوش‌های باستان شناختی در غار شروع شد که، به موجب آن‌ها بالغ بر ۷۰۰۰ ابزار سنگی و استخوان‌های فسیل شده جانوران و همچنین ۶ قشر رسوب فرهنگی به دست آمد. از میان یافته‌هایی از غار می‌توان ظروف سفالی متعلف قرون وسطی، عصر برنز و عصر مس را برشمرد که درست از زیر لایه بالا پیدا شده‌اند. افزون بر این‌ها، بقایای فرهنگ موستری نیز از لایه‌هایی بین قشرهای ۲ و ۶ کشف شده‌است.
بقایای پستانداران عظیم‌جثه مانند اسب، گوزن و گاو نر در میان یافته‌هایی از لایه ۵ هستند. علاوه بر این‌ها، استخوان‌های جوندگان نیز در سال ۱۹۷۷ توسط باستان‌شناس آذربایجانی به نام «ام.بی. حسینوف» کشف شد. بعد «آ.ام. مارک‌اوا» بین سال‌های ۱۹۸۰ تا ۲۰۰۹ تحقیقاتی روی آن‌ها انجام داد. همان مجموعه یافته‌ها شامل قطعاتی از فک پایین و بالای جوندگان به همراه دندان‌های آسیای بزرگ و دندان‌های پیش‌اشان، و نیز نمونه‌های جداگانه از همان انواع دندان‌ها ست. با توجه به ویژگی‌های محیط زیستی بقایای جانوران، می‌شود برآورد کرد که هنگام اقامت مردمان باستانی در غار تاغلار اقلیم نیمه‌خشک و نیمه‌صحرا بر این سایت حاکم بود. ضمناً برخی از گونه‌های جوندگان نیز در این سایت کشف شده‌اند که احتمال نمی‌رود آنها در این غار سکونت داشته باشند.

## طبقه‌بندی
تنها بزرگترین حفره غار با مساحتی ۱۲۰ متر مربع متعلق به دور پلیستوسن است. بقیه بخش‌هایش مربوط به دور موستری است. اولین لایه به دور هولوسن و سایرین به پلیستوسن تعلق دارند.